# جون بوند (لاعب اتحاد الرغبي)
جون بوند (بالإنجليزية: John Bond)‏ هو لاعب اتحاد الرغبي أسترالي، (ولد في نيوكاسل في أستراليا 1892  م).

## وصلات خارجية
- جون بوند عل موقع إسبنسكروم (الإنجليزية)